# Orgeones
Orgeones oder Orgeiones (altgriechisch ὀργεῶνες orgeônes, ὀργειῶνες orgeiônes, Singular ὀργεών orgeṓn, „Durchführende von Orgia“) waren in der griechischen Antike private Zusammenschlüsse nicht verwandter Personen zur Verehrung von Heroen oder kleineren Gottheiten. 
Die ältesten Orgeones sind ab dem 4. Jahrhundert v. Chr. inschriftlich in Attika überliefert, wo sie als Durchführer von Heroenkulten in Erscheinung treten. Im Gegensatz zu den Phratrien führten sie ihren Kult nicht auf einen gemeinsamen mythischen Vorfahren zurück und boten sich damit als Kultgemeinschaften für Personen ohne Angehörigkeit zu einem Genos oder für Zugereiste an. Es konnten sich jedoch auch Mitglieder der Gene einer solchen Kultgemeinschaft anschließen. Aufgaben, die ansonsten nur von den Gene geleistet wurden, wie die Bestattung Verstorbener, wurden für familienlose Mitglieder vom Orgeon geleistet. Die Aufnahme in ein Orgeon war häufig mit der Adoption durch eines der Mitglieder verbunden.
Durch Adoption von Mitgliedern einer Phratrie wurden die Grenzen der Kultverbände zunehmend fließend. Zudem schlossen sich Gene, Thiasoi und Orgeones zur Verehrung eines gemeinsamen Heros oder Gottes mitunter zusammen, wodurch die Identifizierung einzelner Gruppen in späterer Zeit erschwert und zum Teil unmöglich ist. Die Existenz individueller Orgeones ist dennoch bis in die Römerzeit belegt.